# Ковчег (деревня)
Ковче́г— деревня в Малоярославецком районе Калужской области России. Входит в сельское поселение «Село Ильинское».
Действующее экопоселение, занимает 121 гектар земли, из которых 78 отведены под индивидуальные участки, по одному гектару каждый, 7 гектар — Общая территория в центре поселения, включающая небольшой пруд, 21 гектар сельхозземель общего пользования и 15 — дороги и проезды.

## География
На реке Бобольская. Рядом — Анюхино, Каменево, Боболи.

## Население
| 2010 |
| ---- |
| 82   |

## История
В 1782-м году здесь находилась деревня Аняшино села Боболи Боровского уезда на реке Кщома.

## Инфраструктура
- Драматический театр и театральная студия «Малахит»[3].

## Галерея

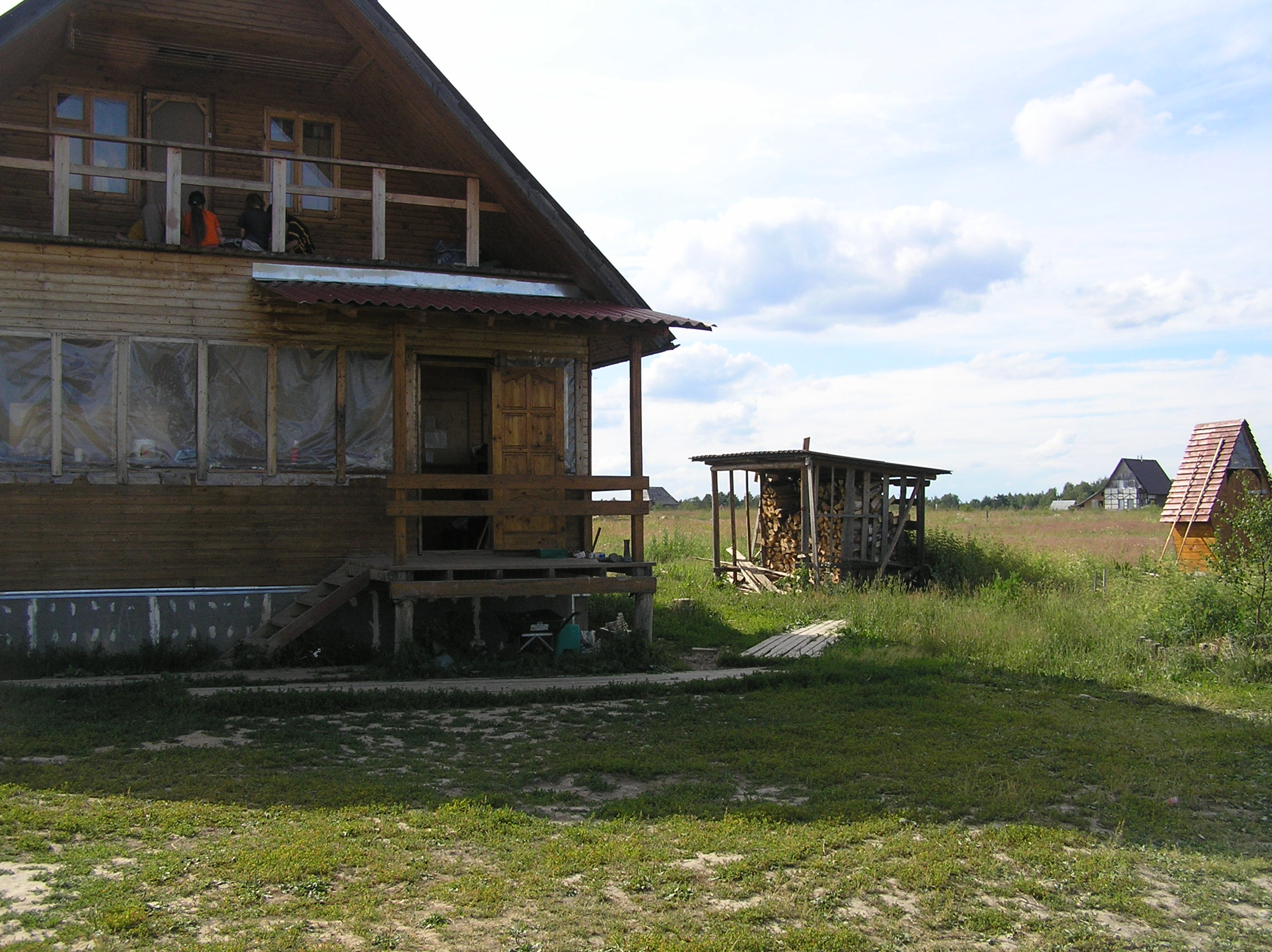
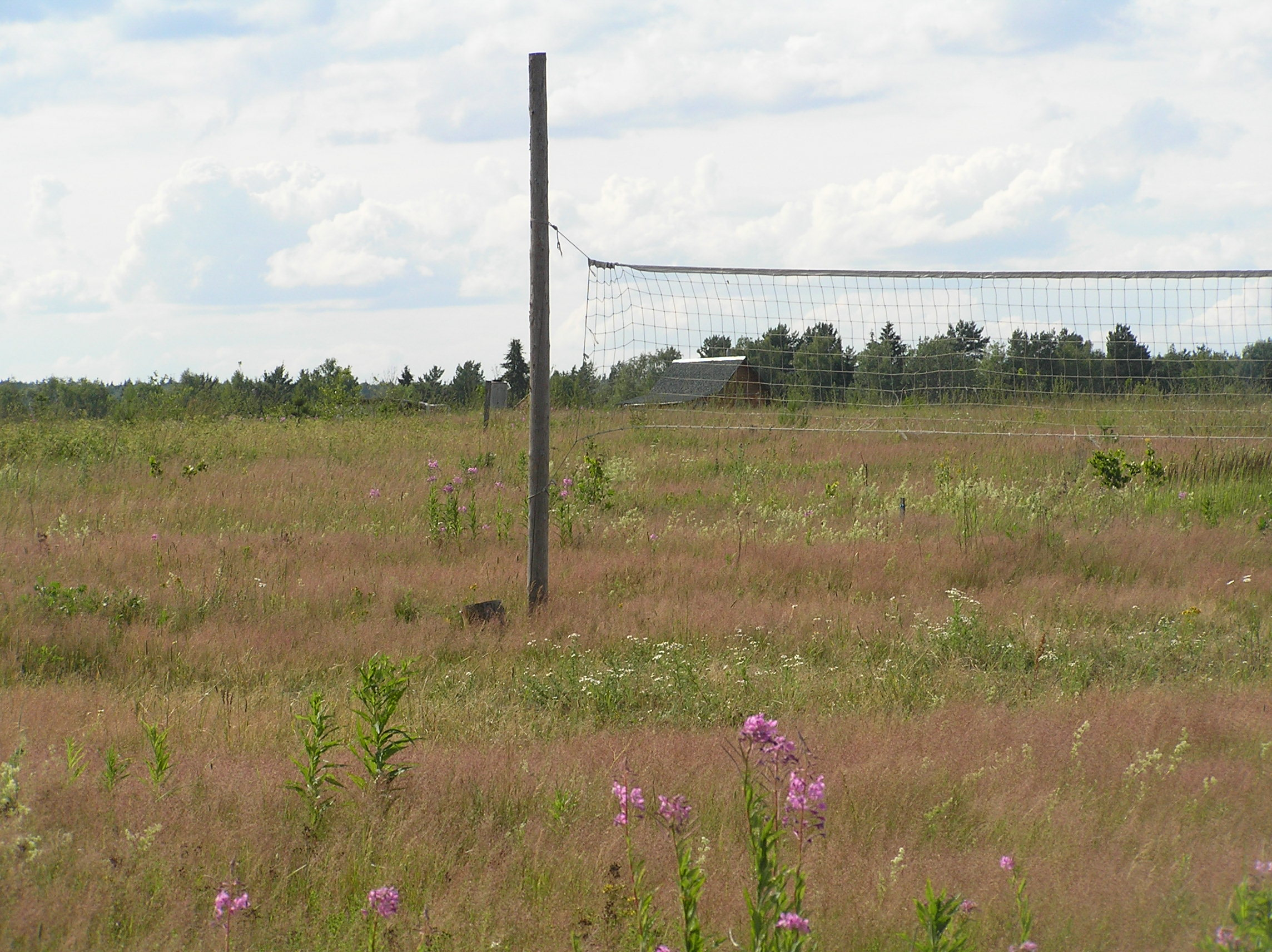
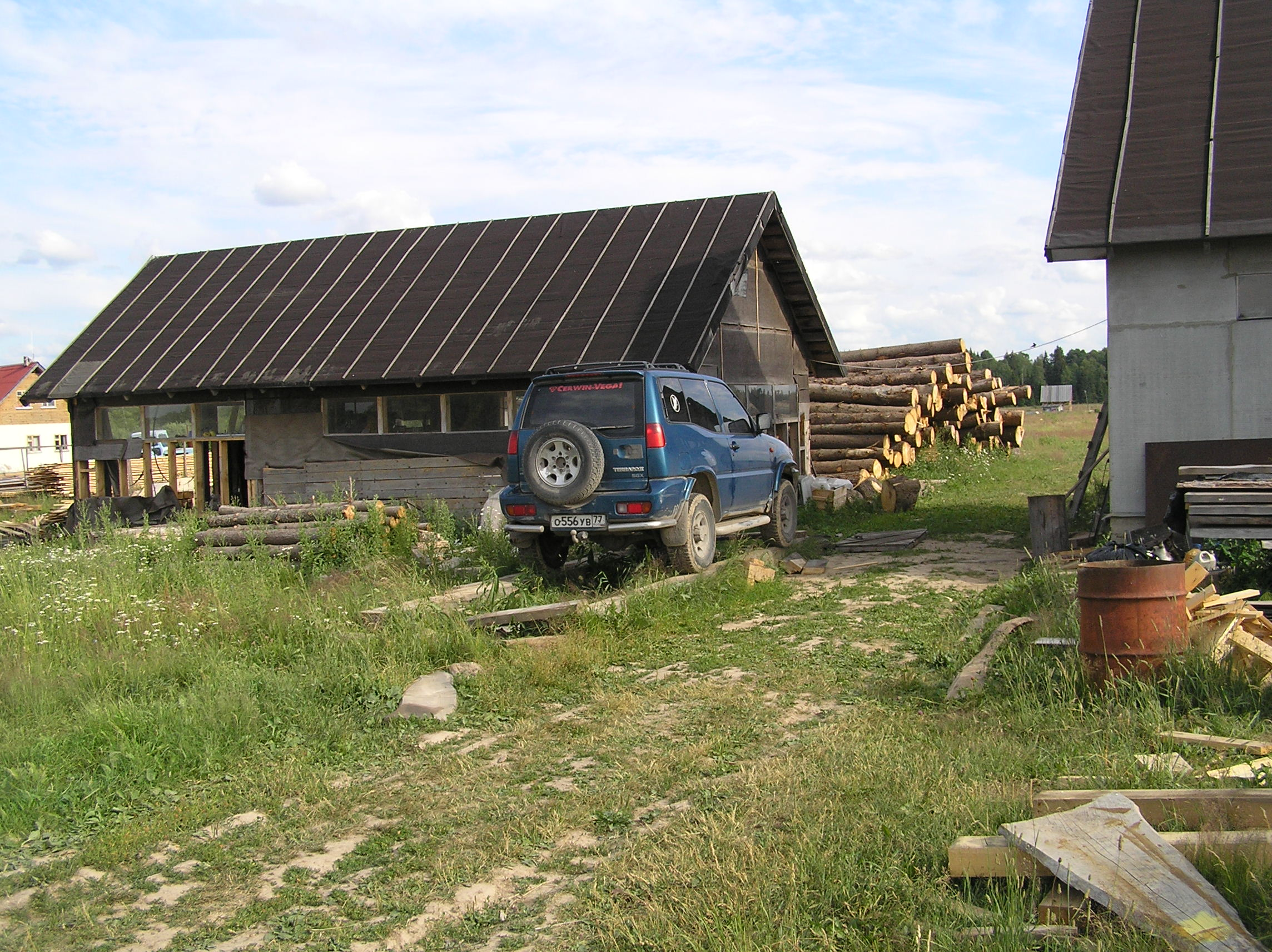